# 歐文·韋因達爾
歐文·韋因達爾（荷蘭語：Owen Wijndal；1999年11月28日—），荷蘭足球運動員，司職左後衛，現效力荷甲球會阿贾克斯足球俱乐部。

## 俱樂部生涯
出生在北荷蘭的贊丹，10歲時加入了阿爾克馬爾學院，他在2016-17賽季被提升為阿爾克馬爾預備隊，在2017年2月，韋因達爾在對陣PSV燕豪芬的比賽中首次亮相。
2018年6月，他開始為一線隊效力，並簽下一份為期5年的合同。2019/20賽季他代表球隊出場33次，打進1球並貢獻6次助攻，並入選2020年9月荷蘭國家足球隊歐國聯大名單。

## 外部連結
- Soccerway資料庫：歐文·韋因達爾
- worldfootball.net：歐文·韋因達爾之統計數據 （英文）